# Firaja (Štrpce)
Pour l’article homonyme, voir Firaja (Đakovica).
Firajë en albanais et Firaja en serbe latin (en serbe cyrillique : Фираја) est une localité du Kosovo située dans la commune/municipalité de Štrpce/Shtërpcë, district de Ferizaj/Uroševac (Kosovo) ou district de Kosovo (Serbie). Selon le recensement kosovar de 2011, elle compte 1 103 habitants, tous albanais.

## Démographie

### Évolution historique de la population dans la localité
| 1948 | 1953 | 1961 | 1971 | 1981 | 1991 | 2011  |
| ---- | ---- | ---- | ---- | ---- | ---- | ----- |
| 627  | 691  | 686  | 749  | 926  | 980  | 1 103 |

|  |